# Čečava
Čečava är ett samhälle i Bosnien och Hercegovina.   Det ligger i entiteten Republika Srpska, i den centrala delen av landet, 100 km nordväst om huvudstaden Sarajevo. Čečava ligger 289 meter över havet och antalet invånare är 3 847.
Terrängen runt Čečava är kuperad åt sydväst, men åt nordost är den platt.Närmaste större samhälle är Tešanj, 19,5 km öster om Čečava. 
Omgivningarna runt Čečava är en mosaik av jordbruksmark och naturlig växtlighet. Runt Čečava är det ganska tätbefolkat, med 78 invånare per kvadratkilometer.